# Championnat de France masculin de water-polo 2009-2010
Navigation
Édition précédente Édition suivante
La saison 2009-2010 de l'élite est l'édition de la première division du championnat de France de water-polo masculin. Dix équipes s'opposent en une série de dix-huit rencontres jouées durant la phase régulière du 17 octobre 2009 au 3 avril 2010. Les quatre meilleures se rencontrent ensuite en phase finale, en mai, pour le titre de champion.
Le 29 mai, est sacré pour la trente-deuxième fois le Cercle des nageurs de Marseille, champion en titre, et également vainqueur de la coupe de France en début de saison.
À l'issue de la phase finale, le champion Cercle des nageurs de Marseille et le vice-champion Montpellier Water-Polo sont qualifiés pour le premier tour de l'Euroligue 2010-2011. Les Francs nageurs cheminots de Douai et l'Olympic Nice Natation, troisième et quatrième du championnat, se qualifient pour le premier tour du trophée de la Ligue européenne de natation.
En début de saison, les Enfants de Neptune de Tourcoing Lille Métropole quittent l'élite et sont remplacés par le promu Aix-en-Provence Natation, champion de national 1 la saison précédente. En fin de saison, le Nautic Club angérien, dernier de la phase régulière, et le Cercle des nageurs noiséens en barrage sont relégués en national 1. Ils seront remplacés pour le championnat élite 2010-2011 par Reims Natation 89, champion de national 1, et Taverny Sports nautiques 95.

## Les 10 clubs participants
| Club                               | Dernière montée | Classement 2008-2009 (finale) | Entraîneurs                       | depuis    | Piscine                          | Capacité (spectateurs) |
| ---------------------------------- | --------------- | ----------------------------- | --------------------------------- | --------- | -------------------------------- | ---------------------- |
| Aix-en-Provence Natation           | 2009            | promu                         | Alexandre Donsimoni               |           | piscine Yves Blanc               |                        |
| Cercle des nageurs d'Aix-les-Bains | 2003            | 6                             | Philippe Monville                 |           | centre nautique d'Aix-les-Bains  |                        |
| Francs nageurs cheminots de Douai  | 2005            | 5                             | Mathieu Canonne Bertrand Brochot  |           | piscine des Glacis               |                        |
| Cercle des nageurs de Marseille    |                 | 1 (1)                         | Petar Kovačević                   |           | piscine Pierre-Garsau            |                        |
| Montpellier Water-Polo             | 1996,           | 2 (3)                         | Fabien Vasseur                    | 1998      | piscine olympique d'Antigone     | 2000                   |
| Olympic Nice Natation              |                 | 3 (2)                         | Branko Bjelanovic Julius Izdinsky | 2009 2005 | piscine Jean-Bouin               |                        |
| Cercle des nageurs noiséens        | 2006            | 7                             | Tibor Fulop                       |           | piscine Édouard-Herriot          |                        |
| Nautic Club angérien               | 2008            | 9 (barrage)                   | Samuel Nardon                     |           | centre aquatique Atlantys        |                        |
| Dauphins FC Sète                   | 1987            | 4 (4)                         | Marian Mihalka                    | 2008      | centre balnéaire Raoul-Fonquerne |                        |
| Société de natation de Strasbourg  |                 | 8                             | Sébastien Bérenguel               |           | piscine de la Kibitzenau         |                        |

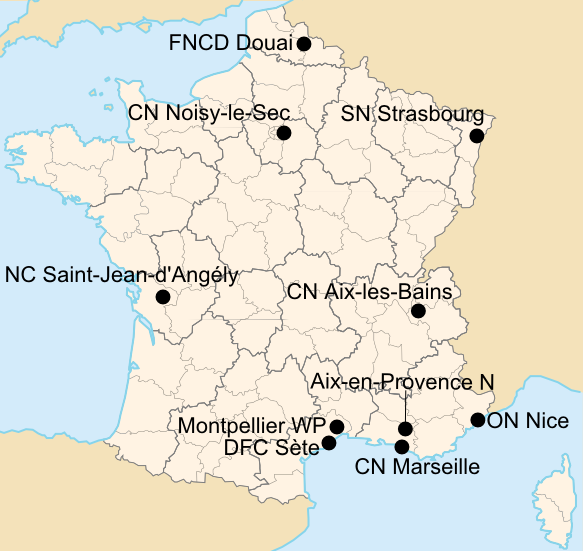
Localisation des clubs engagés dans le championnat.

Le tri des noms de club s'effectue à partir de la première lettre du nom de la ville du club.
Par ailleurs, depuis janvier 2009, l'entraîneur du Cercle des nageurs de Marseille, Petar Kovačević, est le sélectionneur et entraîneur de l'équipe de France masculine. Il est assisté par Samuel Nardon, entraîneur du Nautic Club angérien.

## Compétition

### Phases
Dix-huit journées constituent la phase régulière du 17 octobre 2009 au 4 avril 2010. Chaque équipe se rencontre deux fois.
En mai 2010, entre les quatre premiers de la phase régulière, est organisée une phase finale (demi-finales et finale) pour déterminer le champion élite. Le système du « final four » (demi-finales et finale chacune en un match, le tout durant un seul week-end) est abandonné pour des demi-finales, match de classement et finale au meilleur de trois matches : aller chez le moins bien classé de la phase régulière, retour et match d'appui chez le mieux classé la semaine suivante.

### Qualifications et relégations
À l'issue de la phase finale, les qualifications pour la saison 2010-2011 sont déterminées ainsi : le premier et le deuxième accèdent au premier tour de l'Euroligue ; le troisième et le quatrième au premier tour du trophée de la Ligue européenne de natation.
À l'issue d'une série éliminatoire entre les équipes classées de la cinquième à la huitième, jouée de la même façon que la phase finale entre les quatre premiers, le vainqueur et cinquième du championnat participe à la coupe de la Confédération méditerranéenne de natation 2010. Aucune des deux équipes françaises qualifiées pour l'Euroligue 2009-2010 n'ayant atteint le tour préliminaire pour y atteindre une des huit premières places, il n'y aura pas de cinquième place européenne pour la fédération française.
Si un des clubs qualifiés en coupes d'Europe se désiste, l'inscription du club suivant au classement sera proposée à la Ligue européenne de natation.
Le dixième de la phase régulière est relégué en National 1. Le neuvième joue un barrage contre le deuxième de National 1 (ou le troisième si une des deux premières places est occupée par l'équipe résidente de l'INSEP) aux mêmes dates que les demi-finales.

## Coupe de France

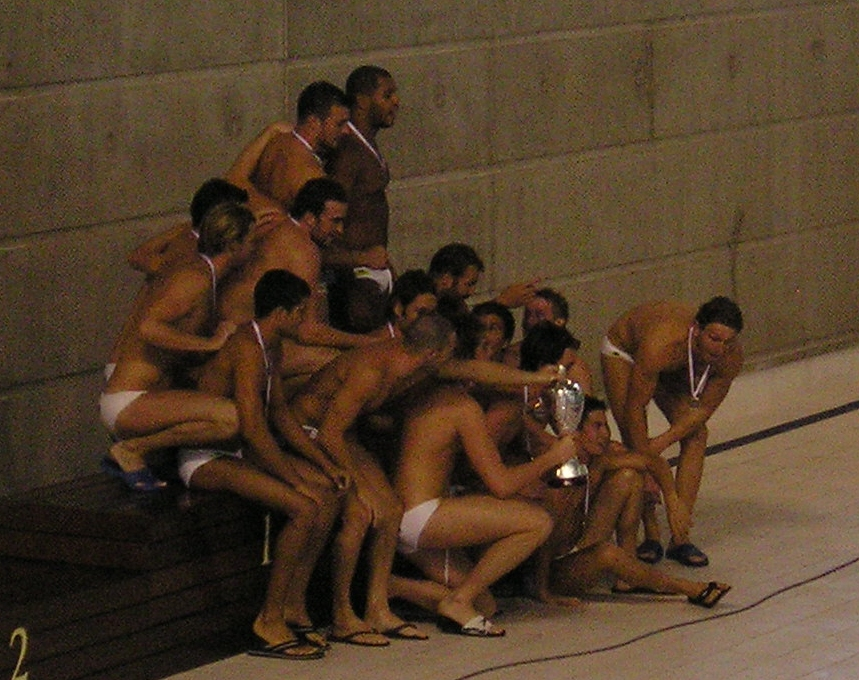
Les joueurs du Cercle des nageurs de Marseille avec la coupe de France.

Du 2 au 4 octobre 2009, en ouverture de la saison, a lieu la coupe de France à Montpellier, le Montpellier Water-Polo étant le tenant du titre.
Sont qualifiés les dix clubs de l'élite et les deux premiers de National 1 de la saison précédente. À la suite du forfait des Enfants de Neptune de Tourcoing, relégué en N1, le troisième Reims Natation 89 est invité.
Les quatre premiers de l'élite 2008-2009 entrent en jeu en quarts de finale qu'ils remportent à l'exception du Montpellier WP battu par le FNC Douai. Le Cercle des nageurs de Marseille remporte la finale 16 à 8 contre le Dauphins FC Sète.

## Phase régulière

### Classement
Le classement est calculé avec le barème de points suivant : une victoire vaut trois points, le match nul un. La défaite ne rapporte aucun point. Au terme de la phase régulière, les équipes à égalité sont départagées d'après le score cumulé de leurs deux matches. Si nécessaire, les scores cumulés puis le nombre de buts inscrits face à chacune des autres équipes, selon leur classement, seront utilisés, voire une séance de tirs au but dans les cas ultimes.
| Rang | Équipe                 | Pts | J  | G  | N | P  | Bp  | Bc  | Diff |
| ---- | ---------------------- | --- | -- | -- | - | -- | --- | --- | ---- |
| 1    | CN Marseille T CF      | 51  | 18 | 17 | 0 | 1  | 273 | 128 | +145 |
| 2    | Montpellier WP         | 43  | 18 | 14 | 1 | 3  | 220 | 143 | +77  |
| 3    | FNC Douai              | 37  | 18 | 12 | 1 | 5  | 188 | 139 | +49  |
| 4    | ON Nice V              | 34  | 18 | 11 | 1 | 6  | 192 | 171 | +21  |
| 5    | SN Strasbourg          | 23  | 18 | 8  | 0 | 10 | 143 | 169 | -26  |
| 6    | CN Aix-les-Bains       | 20  | 18 | 6  | 2 | 10 | 176 | 207 | -31  |
| 7    | Aix-en-Provence N P    | 20  | 18 | 6  | 2 | 10 | 174 | 215 | -41  |
| 8    | DFC Sète               | 17  | 18 | 5  | 2 | 11 | 192 | 232 | -40  |
| 9    | CN Noisy-le-Sec        | 12  | 18 | 4  | 0 | 14 | 146 | 225 | -79  |
| 10   | NC Saint-Jean-d'Angély | 6   | 18 | 1  | 3 | 14 | 135 | 210 | -75  |

P : promu de National 1 en 2009 ; T : tenant du titre 2009 ; V : Vice-champion 2009 ; CF : Vainqueur de la Coupe de France en septembre 2009 .

### Journée par journée
Leader du championnat
Évolution du classement
Les notes signalent les matches qui ne sont pas comptabilisés dans le classement au moment de la journée (report, forfait).
| Club                    | 1  | 2  | 3  | 4  | 5  | 6  | 7  | 8  | 9  | 10 | 11 | 12 | 13 | 14 | 15 | 16 | 17 | 18 | après finale |
| ----------------------- | -- | -- | -- | -- | -- | -- | -- | -- | -- | -- | -- | -- | -- | -- | -- | -- | -- | -- | ------------ |
| Aix-en-Provence N       | 7  | 7  | 5  | 7  | 8  | 8  | 6  | 8  | 6  | 6  | 5  | 5  | 5  | 5  | 5  | 6  | 7  | 7  | 8            |
| CN Aix-les-Bains        | 6  | 6  | 7  | 6  | 7  | 7  | 8  | 7  | 8  | 8  | 8  | 8  | 8  | 7  | 7  | 7  | 6  | 6  | 6            |
| FNC Douai               | 5  | 5  | 6  | 5  | 4  | 4  | 4  | 4  | 4  | 2  | 2  | 3  | 3  | 3  | 3  | 3  | 3  | 3  | 3            |
| CN Marseille            | 4  | 2  | 2  | 1  | 1  | 1  | 1  | 1  | 1  | 1  | 1  | 1  | 1  | 1  | 1  | 1  | 1  | 1  | 1            |
| Montpellier WP          | 1  | 1  | 1  | 2  | 2  | 2  | 2  | 3  | 2  | 3  | 3  | 2  | 2  | 2  | 2  | 2  | 2  | 2  | 2            |
| ON Nice                 | 2  | 3  | 3  | 3  | 3  | 3  | 3  | 2  | 3  | 4  | 4  | 4  | 4  | 4  | 4  | 4  | 4  | 4  | 4            |
| CN Noisy-le-Sec         | 8  | 10 | 10 | 10 | 10 | 10 | 10 | 10 | 10 | 10 | 10 | 10 | 10 | 10 | 10 | 9  | 9  | 9  | 9            |
| NCA Saint-Jean-d'Angély | 9  | 9  | 8  | 9  | 9  | 9  | 9  | 9  | 9  | 9  | 9  | 9  | 9  | 9  | 9  | 10 | 10 | 10 | 10           |
| DFC Sète                | 3  | 4  | 4  | 4  | 5  | 6  | 7  | 6  | 7  | 7  | 7  | 7  | 7  | 8  | 8  | 8  | 8  | 8  | 7            |
| SN Strasbourg           | 10 | 8  | 9  | 8  | 6  | 5  | 5  | 5  | 5  | 5  | 6  | 6  | 6  | 6  | 6  | 5  | 5  | 5  | 5            |

Légende des couleurs pour les journées de la phase régulière
- Place de qualification pour la série finale.
- Place de qualification pour la série de classement 5e-8e.
- Place de barragiste pour la relégation en National 1.
- Place de relégué en National 1.

Légende pour le classement final
- Qualification pour l'Euroligue.
- Qualification pour le trophée LEN.
- Qualification pour la coupe Comen.
- Relégation en National 1.

### Résultats des matches

#### Tableau synthétique
mise à jour: 3 avril 2010
| Résultats (dom.\ext.)                                              | APN   | CNAB  | FNCD | CNM   | MWP   | ONN   | CNN   | NCA   | DFCS  | SNS  |
| Aix-en-Provence N                                                  |       | 13-11 | 7-5  | 5-17  | 8-11  | 6-10  | 14-7  | 11-10 | 13-13 | 9-7  |
| CN Aix-les-Bains                                                   | 19-11 |       | 6-11 | 4-11  | 12-13 | 13-10 | 11-7  | 11-11 | 14-11 | 7-5  |
| FNC Douai                                                          | 18-8  | 12-9  |      | 14-13 | 17-15 | 13-4  | 13-7  | 11-10 | 11-6  | 8-0  |
| CN Marseille                                                       | 9-5   | 24-7  | 13-4 |       | 13-11 | 14-8  | 19-6  | 22-3  | 18-8  | 14-7 |
| Montpellier WP                                                     | 16-7  | 12-8  | 7-6  | 10-16 |       | 12-6  | 14-4  | 7-4   | 12-5  | 14-5 |
| ON Nice                                                            | 13-12 | 15-7  | 3-3  | 6-9   | 12-13 |       | 9-5   | 10-2  | 14-10 | 10-7 |
| CN Noisy-le-Sec                                                    | 15-11 | 12-8  | 9-15 | 5-13  | 1-19  | 11-17 |       | 7-6   | 14-10 | 6-8  |
| NCA Saint-Jean-d'Angély                                            | 11-11 | 8-10  | 5-14 | 5-14  | 8-8   | 11-13 | 11-10 |       | 10-12 | 4-10 |
| DFC Sète                                                           | 9-13  | 6-6   | 11-9 | 13-17 | 8-18  | 14-20 | 19-13 | 17-10 |       | 11-9 |
| SN Strasbourg                                                      | 14-10 | 15-13 | 6-4  | 7-17  | 3-8   | 9-12  | 8-7   | 12-6  | 11-9  |      |
| - Victoire à domicile - Victoire à l'extérieur - Match non disputé |       |       |      |       |       |       |       |       |       |      |

n.j. : non joué - rep. : reporté - 8-0 : score (en italique) d'un forfait de l'équipe visiteur

### Classements des buteurs
Depuis la saison 2008-2009, un bénévole de l'Union Saint-Bruno archive les copies de feuilles de matches qui lui sont envoyées par les clubs. Il en tire régulièrement un classement des buteurs dont Kristijan Santini, joueur croate de l'Olympic Nice Natation, est le leader avec cinquante-cinq buts au terme de la phase régulière.
| Rang                                      | Joueur            | Club             | Buts |
| ----------------------------------------- | ----------------- | ---------------- | ---- |
| 1                                         | Kristijan Santini | ON Nice          | 55   |
| 2                                         | Mathieu Peisson   | Montpellier WP   | 51   |
| 3                                         | Jure Nastran      | CN Aix-les-Bains | 49   |
| Source : Forum du club Union Saint-Bruno. |                   |                  |      |

### Événements de la saison

#### Phase régulière
La saison débute avec une grève des arbitres qui affecte les matches d'octobre 2009 depuis la coupe de France jusqu'à la deuxième journée du championnat. Elle cesse mi-novembre, avant la troisième journée, à la suite de la constitution d'une sous-commission des arbitres de water-polo par la Fédération française de natation présidée par Patrick Clémençon.
Dans le contexte de l'épidémie de grippe A, la Fédération reporte le match Montpellier-Nice de la septième journée (12 décembre) au 27 février 2010 à cause de trois joueurs montpelliérains grippés.
À la suite d'un accord entre la Fédération française de natation, l'Association des clubs de water-polo français et la chaîne Sport+, celle-ci filme et diffuse en différé dix matches de la saison en commençant par la rencontre Montpellier-Marseille de la huitième journée, en décembre 2009. Orange sport, sur un de ses canaux événementiels, diffuse le match retour de la finale, le 29 mai.
Au cours de la huitième journée du samedi 19 décembre, prétextant les chutes de neige et le froid annoncé sur les routes, l'équipe de la Société de natation de Strasbourg ne se présente pas pour son match contre le FNC Douai. Courant janvier, la commission du water-polo se prononce pour le forfait strasbourgeois car le club n'avait pas prévu d'utiliser les transports en commun, notamment ferroviaires, prévus par le règlement. Le FNC Douai remporte le match par 8 buts à 0 et la SNS perd un point au classement.
Dernier du classement dès la deuxième journée, le 31 octobre, le Cercle des nageurs noiséens marque ses premiers points par une victoire contre le Nautic Club angérien lors de la treizième journée, le 20 février. Le CNN rattrape au classement le NCA par une seconde victoire contre Aix-en-Provence Natation pendant la quinzième journée, le 13 mars, puis le dépasse de trois points par un match gagné contre Aix-les-Bains lors de la journée suivante, le 20 mars.
Au terme de la phase régulière, le 3 avril, le Nautic Club angérien est en position de relégué en National 1.

#### Préparation de l'équipe de France
Entre les deux phases, cinq semaines sont consacrées à la préparation de l'équipe de France à Marseille. Les sélectionnés gagnent deux test matches contre l'équipe du Canada.
Cependant, le match de qualification de la Ligue mondiale contre l'équipe d'Allemagne du 20 avril est reportée par la Fédération internationale de natation à cause des problèmes de transports aériens liés à l'éruption du volcan Eyjafjöll en Islande.
Du 30 avril au 2 mai, en Grèce, l'équipe doit jouer un tournoi pour se qualifier pour le championnat d'Europe de 2010. Les adversaires sont les équipes de Grèce, de Macédoine et de Slovénie. Malgré une victoire 12 buts à 6 contre la Slovénie, l'équipe de France perd les deux autres matches de la poule, d'un but contre la Macédoine (8-9) et contre la Grèce (7-14).

## Phases finales
Trois phases finales ont lieu : la première pour le titre de champion de France et les qualifications aux coupes d'Europe de la Ligue européenne de natation, la deuxième pour la cinquième place et la qualification à la coupe de la Confédération méditerranéenne de natation et la troisième est un barrage entre l'avant-dernier de l'élite et le deuxième de National 1.
Chaque confrontation des phases finales se joue en deux matches gagnés par la même équipe, quitte à jouer un troisième match le dimanche suivant le match retour. Aucun match ne peut se finir par un match nul. À cette fin, sont prévues des prolongations et une séance de tirs au but pour départager les équipes. L'équipe la mieux classée en phase régulière organise les matches retour et d'appui.
Le Cercle des nageurs de Marseille se qualifie pour la première phase finale dès la treizième journée en devançant de quinze points le cinquième au classement. Le Montpellier Water-Polo l'est également lors de la quatorzième, suivi des Francs nageurs cheminots de Douai à la suite de la quinzième et, enfin, de l'Olympic Nice Natation lors de la seizième.

### Pour le titre de champion
| Hôte aller                                   | aller                      | retour                     | appui                      | Hôte retour et d'appui            | quarts-temps aller         | quarts-temps retour        | quarts-temps appui         |
| Demi-finales (8 et 15 mai)                   | Demi-finales (8 et 15 mai) | Demi-finales (8 et 15 mai) | Demi-finales (8 et 15 mai) | Demi-finales (8 et 15 mai)        | Demi-finales (8 et 15 mai) | Demi-finales (8 et 15 mai) | Demi-finales (8 et 15 mai) |
| -------------------------------------------- | -------------------------- | -------------------------- | -------------------------- | --------------------------------- | -------------------------- | -------------------------- | -------------------------- |
| Olympic Nice Natation                        | 11-12                      | 5-14                       |                            | Cercle des nageurs de Marseille   | 2-4 ; 3-4 ; 2-3 ; 4-1      | 1-6 ; 0-1 ; 2-3 ; 2-4      |                            |
| Francs nageurs cheminots de Douai            | 9-13                       | 11-12                      |                            | Montpellier Water-Polo            | 2-3 ; 5-3 ; 0-3 ; 2-4      | 1-4 ; 2-4 ; 2-2 ; 6-2      |                            |
| Match de classement 3e/4e (22, 29 et 30 mai) |                            |                            |                            |                                   |                            |                            |                            |
| Olympic Nice Natation                        | 8-7                        | 8-11                       | 9-10                       | Francs nageurs cheminots de Douai | 1-3 ; 3-2 ; 2-2 ; 2-0      | 2-4 ; 1-2 ; 2-3 ; 3-2      | 3-3 ; 4-1 ; 2-1 ; 0-5      |
| Finale (22 et 29 mai)                        |                            |                            |                            |                                   |                            |                            |                            |
| Montpellier Water-Polo                       | 10-12                      | 9-10                       |                            | Cercle des nageurs de Marseille   | 1-3 ; 4-4 ; 2-4 ; 3-1      | 3-2 ; 3-5 ; 1-2 ; 2-1      |                            |

### Pour la cinquième place
| Hôte aller                               | aller                             | retour                            | appui                             | Hôte retour et d'appui             | quarts-temps aller                  | quarts-temps retour               | quarts-temps appui                |
| Demi-finales (1er ou 8 et 15 mai)        | Demi-finales (1er ou 8 et 15 mai) | Demi-finales (1er ou 8 et 15 mai) | Demi-finales (1er ou 8 et 15 mai) | Demi-finales (1er ou 8 et 15 mai)  | Demi-finales (1er ou 8 et 15 mai)   | Demi-finales (1er ou 8 et 15 mai) | Demi-finales (1er ou 8 et 15 mai) |
| ---------------------------------------- | --------------------------------- | --------------------------------- | --------------------------------- | ---------------------------------- | ----------------------------------- | --------------------------------- | --------------------------------- |
| Dauphins FC Sète                         | 9-12                              | 6-7                               |                                   | Société de natation de Strasbourg  | 2-2 ; 1-4 ; 3-3                     | 1-4 ; 2-0 ; 0-2 ; 3-1             |                                   |
| Aix-en-Provence Natation                 | 13-15                             | 11-16                             |                                   | Cercle des nageurs d'Aix-les-Bains | 4-4 ; 2-3 ; 4-2 ; 2-3 P : 0-1 ; 1-2 | 1-4 ; 2-4 ; 2-6 ; 6-2             |                                   |
| Match de classement 7e/8e (22 et 29 mai) |                                   |                                   |                                   |                                    |                                     |                                   |                                   |
| Dauphins FC Sète                         | 17-12                             | 19-9                              |                                   | Aix-en-Provence Natation           | 3-4 ; 4-2 ; 6-3 ; 4-3               | 2-1 ; 8-2 ; 4-5 ; 5-1             |                                   |
| Match de classement 5e/6e (22 et 29 mai) |                                   |                                   |                                   |                                    |                                     |                                   |                                   |
| Cercle des nageurs d'Aix-les-Bains       | 7-11                              | 9-18                              |                                   | Société de natation de Strasbourg  | 4-3 ; 1-3 ; 0-2 ; 2-3               | 1-3 ; 4-4 ; 2-6 ; 2-5             |                                   |

### Barrage
Le neuvième de la phase régulière du championnat élite, le Cercle des nageurs noiséens, affronte le deuxième du championnat de national 1, le Taverny Sports nautiques 95, pour une place dans le championnat élite 2010-2011. Ce dernier club a terminé sa saison à quatre points derrière le Reims Natation 89, promu d'office en élite.
Le Taverny SN 95 gagnent deux des trois matches et est promu en championnat élite.
| Hôte aller (8 mai)          | aller | retour | appui | Hôte retour et d'appui (15 et 16 mai) | quarts-temps aller    | quarts-temps retour   | quarts-temps appui                  |
| --------------------------- | ----- | ------ | ----- | ------------------------------------- | --------------------- | --------------------- | ----------------------------------- |
| Taverny Sports nautiques 95 | 11-9  | 10-14  | 8-6   | Cercle des nageurs noiséens           | 1-3 ; 6-1 ; 3-1 ; 1-4 | 5-5 ; 3-3 ; 2-2 ; 0-4 | 2-2 ; 2-2 ; 1-2 ; 1-0 P : 0-0 ; 0-2 |

## Bilan de la saison

### Honneurs, qualifications et relégations
| Tableau d'Honneur        | Tableau d'Honneur               |
| Compétition              | Vainqueur                       |
| ------------------------ | ------------------------------- |
| Champion de France élite | Cercle des nageurs de Marseille |
| Coupe de France          | Cercle des nageurs de Marseille |

| Qualifications européennes, saison 2010-2011 | Qualifications européennes, saison 2010-2011               |
| Compétition, tour                            | Clubs                                                      |
| -------------------------------------------- | ---------------------------------------------------------- |
| Euroligue, premier tour                      | Cercle des nageurs de Marseille et Montpellier Water-Polo  |
| Trophée LEN, premier tour                    | Francs nageurs cheminots de Douai et Olympic Nice Natation |
| Coupe COMEN 2010-2011                        | Société de natation de Strasbourg                          |

| Promotions et relégations | Promotions et relégations                       | Promotions et relégations                           |
|                           | Début de saison                                 | Fin de saison                                       |
| ------------------------- | ----------------------------------------------- | --------------------------------------------------- |
| Relégués en National 1    | Enfants de Neptune de Tourcoing Lille Métropole | Nautic Club angérien et Cercle des nageurs noiséens |
| Promus de National 1      | Aix-en-Provence Natation                        | Reims Natation 89 et Taverny Sports nautiques 95    |

### Distinctions de l'ACWF
Pour la deuxième année consécutive, après la phase régulière, l'Association des clubs de water-polo français remet des distinctions votées par les dix entraîneurs des clubs de l'élite et le directeur technique national adjoint chargé du water-polo à la Fédération française de natation.
| Distinctions de l'ACWF 2010                                              | Distinctions de l'ACWF 2010                                   | Distinctions de l'ACWF 2010 |
| ------------------------------------------------------------------------ | ------------------------------------------------------------- | --------------------------- |
| Meilleur joueur                                                          | Frédéric Audon* (Cercle des nageurs de Marseille)             |                             |
| Meilleur gardien                                                         | Rémi Garsau (Cercle des nageurs de Marseille)                 |                             |
| Meilleur buteur                                                          | Kristijan Santini (Olympic Nice Natation)                     |                             |
| Meilleur espoir (né en 1990 et après)                                    | Ugo Crousillat* (Cercle des nageurs de Marseille, né en 1990) |                             |
| Meilleur entraîneur                                                      | Petar Kovačević* (Cercle des nageurs de Marseille)            |                             |
| Meilleurs arbitres                                                       | Christophe Vanhems et Pascal Bouchez*                         |                             |
| Meilleur club organisateur (mise en scène des matches, ambiance, public) | Montpellier Water-Polo*                                       |                             |

Les personnes et club marqués d'une astérisque (*) ont reçu la même distinction à la fin de la saison 2008-2009.

## Parcours en coupes d'Europe
À la suite de la phase finale du championnat 2008-2009, quatre clubs français sont qualifiés pour les deux coupes d'Europe : le Cercle des nageurs de Marseille et l'Olympic Nice Natation en Euroligue, le Montpellier Water-Polo et le Dauphins FC Sète au trophée de la Ligue européenne de natation (trophée LEN). L'objectif des deux premiers étaient d'atteindre le tour préliminaire de l'Euroligue pour permettre l'ouverture d'une place qualificative supplémentaire aux clubs français.
Au premier tour de l'Euroligue, l'Olympic Nice Natation termine troisième du groupe A, jouant à Šibenik, et est reversé au second tour du trophée de la Ligue européenne de natation. Le Cercle des nageurs de Marseille se qualifie pour le second tour de qualification et y est éliminé, dernier du groupe G après le tournoi de Naples.
Au premier tour du trophée LEN, le Montpellier Water-Polo termine quatrième sur six du groupe A que le club accueille tandis que le Dauphins FC Sète est éliminé dans le groupe D, à Amersfoort. Les Sétois se sont présentés à huit joueurs pour des listes de treize joueurs, remplaçants inclus.
Au second tour du trophée LEN, seul le Cercle des nageurs de Marseille se qualifie pour les huitièmes de finale, après le tournoi du groupe M à Koper. Il bat ensuite au cumul des scores de l'aller et du retour le club russe du Spartak City Volgograd.
En quart de finale, Marseille est éliminé par un score cumulé de 18 buts à 19 par le club italien Brixia Leonessa Nuoto, triple vainqueur du Trophée dans les années 2000.

## Sources
- [PDF] Annuel règlements 2009-2010, Fédération française de natation ; fichier consultée le 21 janvier 2010.